# Курессааре (футбольний клуб)
Футбольний клуб « Курессааре» (ест. Jalgpalliklubi Kuressaare) — естонський футбольний клуб із однойменного міста.

## Історія
Заснований 1997 року. Виступає у найвищому дивізіоні Естонії.

## Досягнення
Чемпіонат Естонії (2): 7-е місце (2000).